# شپیتنگتسا
شپیتنگتسا (به لهستانی:  Siepietnica) یک روستا در لهستان است که در گمینا سکووشن واقع شده‌است. شپیتنگتسا ۴۷۴ نفر جمعیت دارد.